# Барбарано Вичентино
Барбарано Вичентино (итал. Barbarano Vicentino) је насеље у Италији у округу Виченца, региону Венето.
Према процени из 2011. у насељу је живело 1412 становника. Насеље се налази на надморској висини од 46 м.

## Становништво
| 1931. | 1936. | 1951. | 1961. | 1971. | 1981. | 1991. | 2001. | 2011. |
| ----- | ----- | ----- | ----- | ----- | ----- | ----- | ----- | ----- |
| 3.094 | 3.074 | 3.180 | 3.047 | 3.068 | 3.236 | 3.370 | 3.958 | 4.576 |